# アーサー・キャッパー

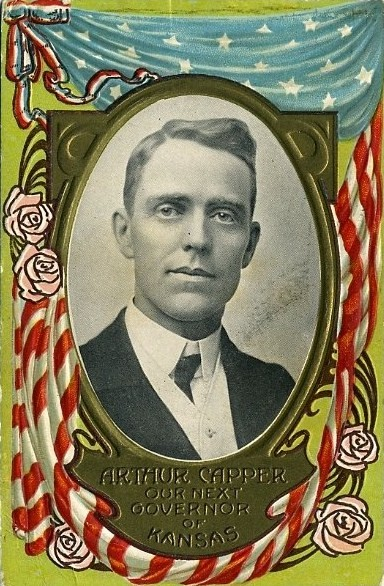
1912年の知事選の際に作成した葉書

アーサー・キャッパー（英語: Arthur Capper, 1865年7月14日 - 1951年12月19日）は、カンザス州出身のアメリカ合衆国の政治家である。1915年から1919年までカンザス州知事を、1919年から1949年まで上院議員を務めた。
ガーネットで生まれた。公立学校に通い、印刷技法を学んだ。新聞の発行人となり、最終的にいくつかの新聞と2つのラジオ局を所有した。彼の出版物で最も著名な『キャッパー週報 (Capper's Weekly) 』は、農家の間に多数の読者を持ち、カンザス州内における彼の政治的支持基盤として用いられた。
政治家に転身したキャッパーは、1912年のカンザス知事選に共和党から出馬した。自身の新聞によって形成される評判に加え、彼は元知事サミュエル・J・クロフォードの義理の息子でもあった。民主党員ジョージ・H・ホッジスに敗北したが、1914年の知事選に当選して1915年から1919年までカンザス州知事を務め、1916年に再選された。彼は、初のカンザス州出身のカンザス州知事であった。
知事として2期務めあげたが、カンザス州憲法の規定により3選が認められなかった。その代わりに、キャッパーは1918年に米国の上院議員選に出馬し、当選した。キャッパーは上院議員を長く務め、30年間にわたって上院議員2名のうちの1名としてカンザス州を代表した。1919年から1949年まで上院議員を続け、フランクリン・D・ローズヴェルト政権の救済努力その他の政策を支えた共和党員の中でも突出した存在であった。1948年、再選を辞退した。
特に農業問題に関心を持ち、知事就任前の1910年から1913年まで、カンザス州立農業大学の評議員理事長を務めた。上院議員時代には、農務省の歳出委員会と農林業委員会の委員長を務めたこともあった。また、クレーム委員会とコロンビア特別区委員会の委員長にも就任した。彼は、キャッパー＝ヴォルステッド法の支持者の1人になった。上院議員時代の1923年に、異人種間の婚姻を非合法化する反異種族混交憲法改正案を提出したが、アフリカ系アメリカ人の組織の抗議によって撤回を余儀なくされた。
1946年に上院農業委員会の委員長になったが、81歳という高齢で、かつ耳が遠かった彼の演説は、理解するのが困難であった。
上院引退後、カンザス州トピカの実家に戻り、死去するまで新聞発行を続けた。トピーカ墓地内の、クロフォード知事の墓所に隣接する区画に埋葬された。

## 関連書籍
- Socolofsky, Homer.  Arthur Capper: Publisher, Politician, and Philanthropist (Lawrence: University of Kansas Press), 1962.

## 註
1. ↑  Miscegenation, Time Magazine, July 23, 1923
2. ↑  Dirk Johnson and David Herszenhorn, "In South Dakota Race, Gauging the Impact of a Senator's Health", The New York Times, October 23, 2008, page A16.